# Vladimir Kosse
Vladimir Kosse (30 september 1967) is een voormalig profvoetballer uit Moldavië, die gedurende zijn carrière speelde als aanvaller. Hij beëindigde zijn actieve loopbaan in 2003. Kosse speelde onder meer voor CSKA Moskou, Lokomotiv Moskou en Tiligul Tiraspol.

## Interlandcarrière
Kosse speelde in totaal negen keer voor het Moldavisch voetbalelftal in de periode 1992-1998. Hij maakte zijn debuut in het officieuze oefenduel op 14 oktober 1992 tegen Armenië, dat eindigde in een 0-0 gelijkspel. Hij moest in dat duel na 82 minuten plaatsmaken voor Iurie Miterev.
| Interlanddoelpunt | Interlanddoelpunt | Interlanddoelpunt              | Interlanddoelpunt | Interlanddoelpunt | Interlanddoelpunt | Interlanddoelpunt |
| №                 | Datum             | Locatie                        | Tegenstander      | Goal(s)           | Uitslag           | Wedstrijd         |
| ----------------- | ----------------- | ------------------------------ | ----------------- | ----------------- | ----------------- | ----------------- |
| 1                 | 16.04.1994        | Jacksonville, Verenigde Staten | Verenigde Staten  | 85' (pk)          | 1 – 1             | Vriendschappelijk |

## Erelijst
Tiligul Tiraspol
- Moldavisch bekerwinnaar

1993, 1994, 1995